# Emy Legault
Emy Legault (Montreal, 5 de abril de 1996) es una deportista canadiense que compite en triatlón.
Ganó una medalla de bronce en los Juegos Panamericanos de 2023 y cuatro medallas en el Campeonato Panamericano de Triatlón entre los años 2015 y 2023.

## Palmarés internacional
| Juegos Panamericanos    | Juegos Panamericanos      | Juegos Panamericanos | Juegos Panamericanos |
| Año                     | Lugar                     | Medalla              | Prueba               |
| ----------------------- | ------------------------- | -------------------- | -------------------- |
| 2023                    | Santiago (Chile)          | Medalla de bronce    | Relevo mixto         |
| Campeonato Panamericano |                           |                      |                      |
| Año                     | Lugar                     | Medalla              | Prueba               |
| 2015                    | Sarasota (Estados Unidos) | Medalla de oro       | Relevo mixto         |
| 2022                    | Montevideo (Uruguay)      | Medalla de plata     | Relevo mixto         |
| 2022                    | Montevideo (Uruguay)      | Medalla de bronce    | Individual           |
| 2023                    | Veracruz (México)         | Medalla de bronce    | Individual           |